# Hertfordshire
Hertfordshire este un comitat din sud-estul Angliei.

## Orașe
- Berkhamsted, Bishop's Stortford, Borehamwood, Broxbourne, Bushey
- Cheshunt
- Harpenden, Hatfield, Hemel Hempstead, Hertford, Hitchin, Hoddesdon
- Letchworth Garden City
- Potters Bar
- Rickmansworth, Royston
- St Albans, Sawbridgeworth, Stevenage
- Tring
- Waltham Cross, Ware, Watford, Welwyn Garden City

## Personalități născute aici
- Jim Crace (n. 1946), scriitor;
- Billy Joe Saunders (n. 1989),  boxer.

1. ↑   http://data.ordnancesurvey.co.uk/doc/7000000000003909 Lipsește sau este vid: |title= (ajutor)
2. ↑   http://ons.maps.arcgis.com/home/item.html?id=a79de233ad254a6d9f76298e666abb2b Lipsește sau este vid: |title= (ajutor)